# Heinz Lechmann
Heinz Lechmann (ur. 26 czerwca 1920 w Świętochłowicach, zm. w styczniu 2007 w Bad Godesberg) – niemiecki polityk.
Przynależał do partii CSU. Pełnił funkcję sekretarza Komitetu Ekonomicznego Rady CSU. Poza tym był również komisarycznym Sekretarzem Generalnym CSU od dnia 18 grudnia 1954 do stycznia 1955 roku po ustąpieniu Josefa Brunnera.